# Legio VIII Augusta
A Legio VIII Augusta (legio octava Augusta, Augustus 8. légiója) egy római légió volt, amelyet Caesar alapított és többnyire Germania Superior provinciában állomásozott. Hadijelvénye – mint valamennyi, Caesar által alapított egységé – a bika volt.

## Története

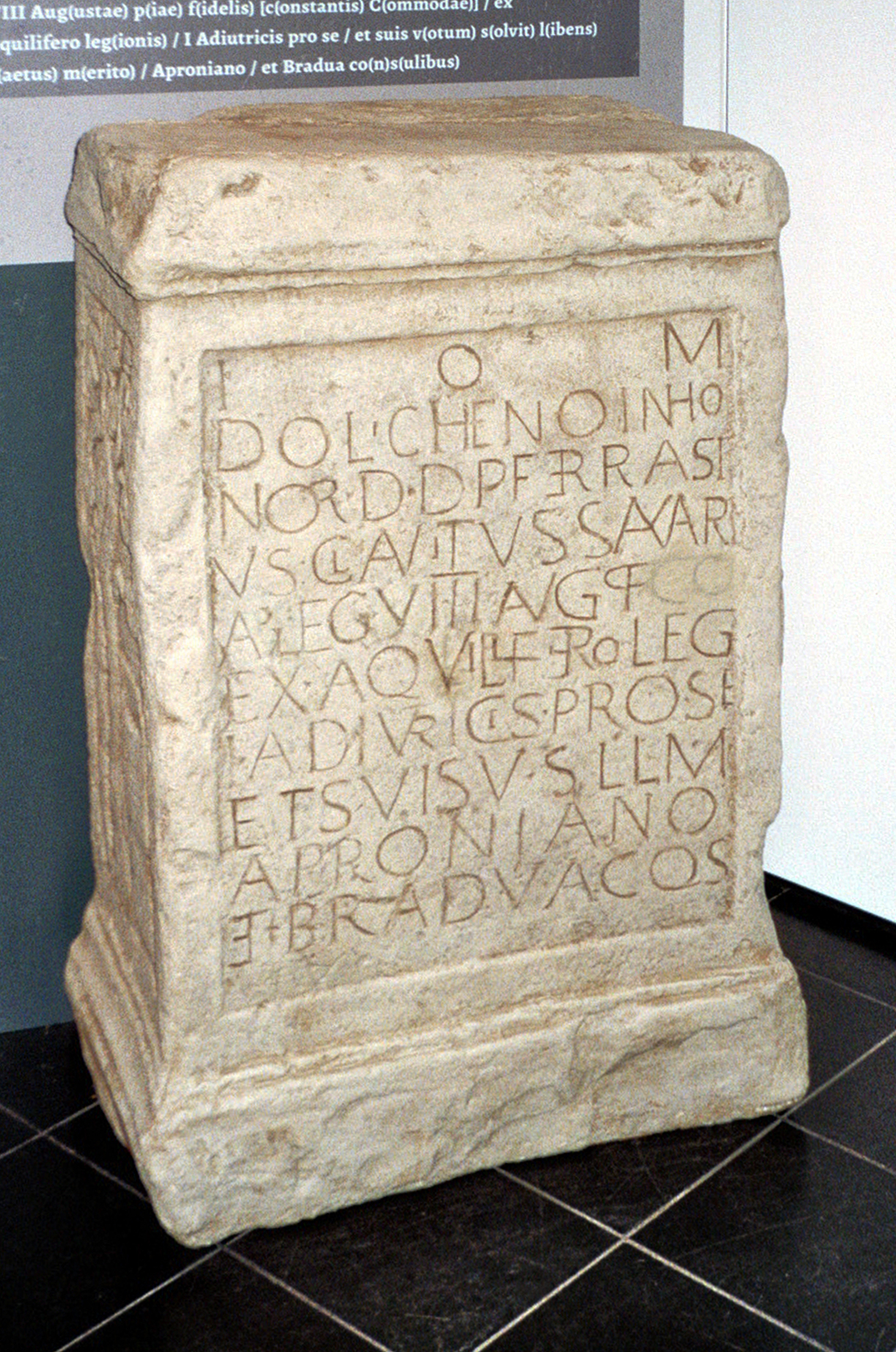
A VIII Augusta centuriójának síremléke

A 8. légió (a 7., 9. és 10.-el együtt) a császárkori hadsereg legrégebbi egységei közé tartozott. I.e. 58-ban már elkísérték Caesart galliai hadjáratára. A jelentésekben megemlítik részvételét a nerviusok elleni harcokban és Gergovia ostrománál. Egy bizonyos galliai Gaius Cabilenusról szóló felirat arra enged következtetni, hogy a légióba esetleg gallokat is felvettek. A Pompeius elleni polgárháború során Caesar oldalán harcolt Corfiniumnál és Brundisiumnal (i.e. 49) és egy ideig Apuliában állomásozott. I.e. 48. tavasza Dyrrhachiumban találta és súlyos veszteségeket szenvedett. A pharsalusi csatában (48. augusztus 8.) összevonták a 9. légióval. Az ütközet után veteránjait leszerelték és Campaniában földet osztottak nekik. A katonák egy része részt vett Caesar 46-os afrikai hadjáratában; ők később Casilinumban kaptak földbirtokot.
44 őszén a meggyilkolt Caesar örököse, Octavianus visszahívta a veteránokat és újraalkotta a légiót. 43 tavaszán Modenánál harcoltak Marcus Antonius erői ellen, 42-ben pedig részt vettek a Caesar gyilkosai, Brutus és Cassius ellen vívott philippi csatában. Az ütközet után Marcus Antonius fivérét, Luciust ostromolták meg Perugiában. 
Az egység minden bizonnyal részt vett a polgárháború későbbi összecsapásaiban is, a Szicíliát elfoglaló Sextus Pompeius ellen, valamint a Marcus Antonius végső vereségét hozó actiumi csatában. Ebben az időben neve még VIII Gallica volt. Actium után a veteránjait a mai dél-franciaországi Fréjusben telepítették le, ami miatt a várost Colonia Octavorum néven is emlegették.
Az egyeduralkodóvá vált Octavianus (ezután Augustus) előbb a mai Tunéziába, majd a Balkánra irányította át a légiót. Ekkori győzelmei után kapta az Augusta melléknevet. I.e. 14-ben vagy 15-ben veteránjait Berytus, a mai Bejrút újjáalapításához telepítették le. I.e. 9-ben már az illíriai Poetovióban (ma Ptuj) állomásozott az egység. I.e. 6-ban Augustus veje, Tiberius az északi határvidék legalább nyolc légiójával (VIII Augusta és XV Apollinaris Pannoniából, XX Valeria Victrix Illyricumból, XXI Rapax Raetiából, XIII Gemina, XIV Gemina és XVI Gallica Germania Superiorból és még egy ismeretlen egység) a csehországi markomannok királya, Maroboduus ellen vonult. Ugyanekkor a I Germanica, V Alaudae, XVII, XVIII és a XIX legiók a Majna és az Elba felől támadtak. Ez volt minden idők legnagyobb szabású római hadmozdulata, de egy pannóniai felkelés meghiúsította véghezvitelét. A VIII Augusta a következő három évben a lázadás leverésével volt elfoglalva.
I.sz 46-ban vagy 47-ben Claudius császár a moesiai Novae városába (a mai bulgáriai Szvistov), a dunai határ védelmére helyezte át a légiót. Korábbi helyüket a XIII Gemina katonái vették át. Feltételezhető, hogy a 8. légió legalább egy alegysége részt vett Britannia meghódításában. 45-49-ben a krími Boszporuszi Királyság kegyvesztett klienskirálya Mithridatész ellen vonultak fel, de eközben alegységei részt vettek Trákia elfoglalásában is. Nero uralkodása alatt a szarmaták, dákok, roxolánok ellen vetették be őket és elnyerték a Bis augusta (kétszeresen dicsőséges) melléknevet. A Nero halála utáni polgárháborúban a légió először Otho mellé állt, majd annak bukása után Vespasianust pártolta. 70-ben Quintus Petillius Cerialis vezetésével a Rajna-vidékre vonult, hogy a batavusok lázadása után helyreállítsa a rendet. Először a mai Mirebeau-sur-Bèze mellett volt erődjük, 86-ban pedig Argentoratumba (a mai Strasbourg) költöztek, ahol a Rajna stratégiai fontosságú átkelőjét őrizték a következő három évszázad során.

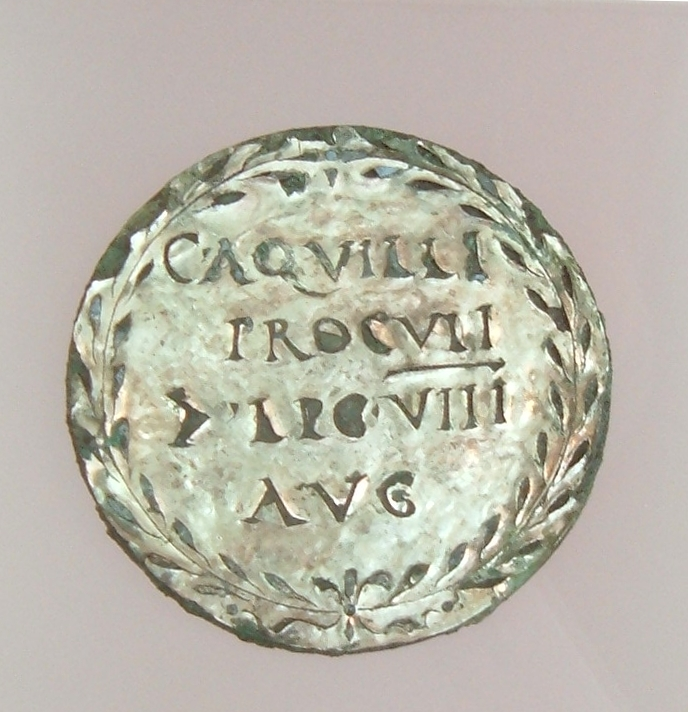
Ezüstözött bronzmedál Gaius Aquillus Proculus, a 8. légió centuriójának nevével

74-ben a legionáriusok utat építettek a Fekete-erdőn keresztül, amely lehetővé tette a Duna felső szakaszának gyorsabb elérését. Nagyon valószínű hogy tagjai voltak a kontingensnek, amelyet Domitianus a chattusok ellen vetett be (83/85-ban és 88/89-ben) a Fekete-erdő térségében.
187-ben leverték a Maternus-felé lázadást. Az akcióban a leendő császár, Pescennius Niger is részt vett. A diadalért Commodus császár a Pia Fidelis Constans Commoda melléknevet adományozta a légiónak, melynek utolsó tagját a népszerűtlen uralkodó halla után törölték.
Pertinax császár 193-as meggyilkolása után Didius Julianus államcsínyt hajtott végre, amely során a VIII Augusta annak ellenfelét, Lucius Septimius Severust támogatta. Az úk császár bevetette őket partus háborújában és riválisa, Clodius Albinus ellen is. Utóbbi polgárháborúban egyik alegysége Gallia probvincia fővárosát, Lyont biztosította. Severius fia, Caracalla 213-ban a VIII Augusta, III Italica és XXII Primigenia légiókat vetette be az alemannok ellen. Egy generációval később, 233-ban elkísérték Severus Alexandert a perzsa Szászánidák elleni háborújába. Eközben az alemannok betörtek a Fekete-erdőbe. A római erők 215-ben indítottak ellenük megtorló hadjáratot (feltehetően a 8. légió részvételével). Bár az akció sikeres volt, az alemannok 250-260 között elfoglalták a mai Baden-Württemberget, a rómaiak pedig kénytelenek voltak feladni a Rajna-Duna közét. A VIII Augusta megmaradt a Rajna vonalát védő pozíciójában. Gallienus császár és a gall Postumus konfliktusában az előbbi pártjára állt, amiért a V, VI, VII Pia fidelis (ötször, hatszor, hétszer hűséges és lojális) melléknevekben részesült. 
A 4. században egyik alegysége Divitia (a mai Deutz, Kölnnel szemben) erődjében állomásozott a II Italica katonáival együtt, a főereje azonban továbbra is Argentoratumot védte; esetleg az újonnan felállított XII Victrix légióval közösen. Egy 371-es zurzachi felirat alapján a légió még létezett ekkor és Germania Superiorban tartózkodott. További sorsa ismeretlen, de az 5. század első éveiben a nyugatrómai erők főparancsnoka, Stilicho a régióbeli csapatokat átvezényelte Itáliába a vizigótok elleni védekezéshez. 